# Списак облика владавине
Списак облика владавине -архија је суфикс настао од грчке речи αρχή а користи се за врсте власти. Ово је листа друштвених уређења и политичких система, према неколико типова њихове организације. Ови системи се међусобно не искључују и често се њихове дефиниције преклапају (нпр. аутократија, деспотизам, тоталитаризам, монархија и тиранија).
- анархија
- андрархија
- гинархија
- егзархија
- еклезијархија
- криптархија
- критархија
- матријархија
- миниархија
- монархија
- олигархија
- панархија
- пантархија
- папархија
- парсонархија
- патријархија
- педархија
- плутархија
- полиархија
- теоархија
- терархија
- тетрархија
- филархија

## Монархија
Монархија (грч. Μοναρχία) (владавина једног) означава јединствену владавину, или у данашње време прикладније облик владавине у којој је монарх суверен. Извршна власт је у основи концентрисана у једној особи на врху (до 19. века монарх је вршио искључиву државну власт, нп. монархијски принцип; данас то није нужно централизован), бира се доживотно или наслеђује по традиционалним обредима. Монарх је на функцији доживотно или док добровољно не абдицира, али у неким државама може бити и законски уклоњен са функције или приморан да абдицира.

### Варијанте облика владавине монархије
Наследна монархија: Наследна монархија означава монархију у којој наследство престола преузимају потомци монарха.
Изборна монархија: Монарх се не одређује сукцесијом, већ изборима.
Могући системи власти који се јављају у монархијама (искључујући диктаторско - аутократске системе) наведени су у табели:
| системи власти у монархијама | значење |
| ---------------------------- | --- |
| Апсолутна монархија          | Монарх поседује неограничену моћ (види такође тиранија / деспотизам / диктатура).                                                     |
| Уставна монархија            | Власт монарха је мање-више ограничена уставом, он не може апсолутно владати.                                                          |
| Парламентарна монархија      | Демократска монархија, пошто монарх има само репрезентативне задатке.                                                                 |
| Власничка монархија          | Подела народа на више сталежа неједнаке моћи и власничке поседе, Феудална аристократија и јака монархија (нп. Средњи век, феудализам) |

## Република
Република (лат. res publica— ’општа ствар’ или ’опште добро) првенствено се залаже за опште добро или за суверенитет народа. Као облик владавине усмерен ка општем добру, на њу се гледа као на пандан монархији од Француске револуције; често прати демократију, али не мора (Римска република није била демократска, на пример; парламентарне монархије су демократске, али не и републике).

### Варијанте републичког облика владавине
(не увек међусобно се искључују):
- Аристократска република: Корпоративни државни облик владавине са супремацијом племства (племићка република) такође у оквиру сената као сенатске аристократије или са буржоаско - патрицијском превлашћу (градска аристократија) или клерикално - свештеничком влашћу (свештеничка аристократија). Радничка аристократија и новчана аристократија.
- Аутономна република: је аутономни део покрајине или републике, која, међутим, по међународном праву припада Федерацији, односно унија савезне републике. Посебно је аутономни облик и савезни републички.
- Савезна република: Савезна република, федерација неколико делимично суверених држава чланица.
- Исламска република: Назив за државе које се делимично управљају према исламским принципима („Божја држава“ заснована на Курану).
- Џамахирија: Директна демократска исламска република „народних маса“. Измислио ју је и први применио Моамер ел Гадафи у  Либији.
- Народна република: самоименовање, углавном за једнопартијске системе, у којима комунистичка партија влада аутократски.
- Једнопартијска држава: Диктаторска владавина једне партије, која се често налази у социјалистичким или фашистичким земљама.
- Војна диктатура: Вршење власти кроз војни систем, (види и Војна хунта).
- Као и одговарајући мешовити облици владавине.

Могући системи власти који се јављају у републикама (искључујући диктаторско - аутократске системе) наведени су у табели:
| системи власти у републикама                 | значење |
| -------------------------------------------- | --- |
| Парламентарни систем                         | Функције шефа државе и владе су одвојене, при чему влада увек зависи од поверења парламента.                                                      |
| Предсједнички систем (Предсједник Републике) | Република у којој је председник шеф државе и шеф владе и одређује се на (квази) непосредним народним изборима.                                    |
| Полупредсједнички систем                     | Политички систем Француске током пете републике, данас се такође примењује на друге системе. Мешовити тип парламентарног и председничког система. |
| Парламентарна република извршне власти       | Република у којој је председник шеф државе и шеф владе, али га бира парламент и зависи од његовог поверења.                                       |
| Совјетска република                          | Владавина се спроводи кроз савете које директно бира народ.                                                                                       |
| Директорски систем                           | Република у којој управни одбор има власт. |